# جونزویل (کالیفرنیا)
جونزویل (به انگلیسی: Jonesville) یک منطقهٔ مسکونی در ایالات متحده آمریکا است که در شهرستان بیوت، کالیفرنیا واقع شده‌است. جونزویل ۱٬۵۳۹ متر بالاتر از سطح دریا واقع شده‌است.